# Sarah Jane Buckley
Sarah Jane Buckley es una actriz y cantante inglesa, más conocida por interpretar a Kathy Barnes en la serie Hollyoaks.

## Biografía
Es embajadora del "The Prince's Trust".

## Carrera
Ha aparecido en varas obras de teatro.
En 2005 se unió al elenco de la serie británica Hollyoaks, donde interpretó a Katherine "Kathy" Barnes hasta el 10 de enero de 2010. El 24 de abril de 2017, regresó a la serie. En 2011 reemplazó a la actriz Zoe Tyler en el papel de Eva Cassidy en la obra Over the Rainbow. Ese mismo año apareció en la obra Peter Pan.

## Filmografía

### Series de televisión
| Año                          | Título    | Personaje    | Notas |
| ---------------------------- | --------- | ------------ | ----- |
| 2005 - 2010, 2017 - presente | Hollyoaks | Kathy Barnes | -     |

### Películas
| Año  | Título                  | Personaje  | Notas |
| ---- | ----------------------- | ---------- | ----- |
| 2009 | Starstruck              | Angie      | -     |
| -    | Julie and the Cadillacs | Asistente  | -     |
| -    | Cymru Fach              | Mrs. James | -     |

### Narradora
| Año | Título                                        | Notas            |
| --- | --------------------------------------------- | ---------------- |
| -   | Joseph and His Amazing Technicolour Dreamcoat | obra - narradora |

### Teatro
| Año  | Obra                         | Personaje           | Director (a)        | Teatro                    | Notas                                                   |
| ---- | ---------------------------- | ------------------- | ------------------- | ------------------------- | ------------------------------------------------------- |
| 2011 | Over the Rainbow             | Eva Cassidy         | Stephen Leatherland | -                         | junto a Maureen Nolan y Brian Fortuna                   |
| 2011 | Peter Pan                    | Mrs Darling/Mermaid | Terry Morrison      | Lowestoft Marina Theatre  | junto a Ray Meagher, Christopher Pizzey y Jessica Punch |
| -    | Popstars The Musical         | Gina                | Lisa Riley          | -                         | -                                                       |
| -    | Uncle Erics Italian Job      | -                   | David Graham        | Stoke Theatre             | -                                                       |
| -    | The Tart and the Vicars Wife | Pru                 | Ian Dickens         | -                         | -                                                       |
| -    | Wonderful West End           | Varios Personajes   | David Graham        | -                         | -                                                       |
| -    | Cinderella                   | Hada Madrina        | Julian Woodford     | Sheffield Lyceum          | -                                                       |
| -    | Mardis gras Internatioanal   | Chardonnay          | Adrian Allsopp      | -                         | -                                                       |
| -    | Wizard of Oz                 | Glinda              | Jon Conway          | -                         | -                                                       |
| 2006 | Aladdin                      | Aladdin             | Simon Rawlings      | -                         | junto a Chris Jarvis, Ray Meagher y Nigel Harvey        |
| -    | Dancing In The Street        | Judy                | David Graham        | -                         | -                                                       |
| -    | Alice Fitzwarren             | Dick Whittington    | -                   | -                         | -                                                       |
| -    | Twist and Shout              | Cathy               | David Graham        | -                         | -                                                       |
| -    | Slice Of Saturday Night      | Bridget             | Mark Urquart        | English Theatre Frankfurt | -                                                       |
| -    | Robinson Crusoe              | Polly               | David Essex         | Newcastle Theatre Royal   | -                                                       |
| -    | Elvis the Musical            | Varios Personajes   | Carol Todd          | -                         | -                                                       |
| -    | Burning Youth                | Tricia              | David Horlock       | Donmar Warehouse          | -                                                       |
| -    | Chuckle Brothers             | Varios Personajes   | Jon Conway          | -                         | -                                                       |
| -    | Oliver!                      | Varios Personajes   | Jon Conway          | Theatre Clwyd             | -                                                       |
| -    | Seventh Heaven               | Astra               | -                   | Cornwall Theatre          | -                                                       |
| -    | Princess Rosebud             | Jack                | -                   | Bradford Alhambra         | -                                                       |